# 허목 미수기언 목판
허목 미수기언 목판(許穆 眉叟記言 木板)은 대한민국 경상남도 의령군 의령읍, 의병박물관에 있는, 조선 숙종 때 우의정을 지낸 미수 허목(許穆, 1595∼1682)의 시문집인 『미수기언』을 간행하고자 만든 것이다.
1979년 12월 29일 경상남도의 유형문화재 제182호 미수기언책판으로 지정되었다가, 2018년 12월 20일 현재의 명칭으로 변경되었다.

## 개요
이 책판은 조선 숙종 때 우의정을 지낸 미수 허목(許穆, 1595∼1682)의 시문집인 『미수기언』을 간행하고자 만든 것이다.
허목은 23세 때 정구의 문하에서 수학하였으며, 퇴계의 학문을 존중하였다. 이로 인해 스승 정구로부터 퇴계의 학문을 이어 받아 다시 그 학문이 이익에 의해 계승, 발전되는 구실을 하였다.
이것은 숙종 15년(1689)년 임금의 명령에 의해 전남 나주 미천서원에서 1차 간행되었고, 1905년 허찬이 중심이 되어 의령에서 다시 간행하였다.
구성을 보면 원집 67권, 별집 26권인데, 원집은 허목 자신이 스스로 편찬한 것이고, 별집은 그가 죽은 후에 그의 문인들이 만든 것이다.

## 같이 보기
- 미수기언

## 참고 문헌
- 허목 미수기언 목판 - 국가유산청 국가유산포털